# Philonotis capillaris
Philonotis capillaris är en bladmossart som beskrevs av Lindberg 1867. Philonotis capillaris ingår i släktet källmossor, och familjen Bartramiaceae. Inga underarter finns listade i Catalogue of Life.